# 渡辺あすか
渡辺 あすか（わたなべ あすか、1月26日 - ）は、なかよしの漫画家。静岡県出身。静岡県立富士高等学校、東京外国語大学外国語学部ラオス語学科卒業。A型。
2002年、『マチコ巻きライダー』（「なかよし」2003年9月号掲載）で、なかよし新人まんが賞準入選を受賞しデビュー。同期は佳南萌、坂下志麻、蒔田菜穂、水無月真。

## 作品リスト
- マチコ巻きライダー（デビュー作）
- チェリッシュ!

| スタブアイコン | サブスタブ | この項目は、まだ閲覧者の調べものの参照としては役立たない、漫画家・漫画原作者に関連した書きかけの項目です。この項目を加筆・訂正などしてくださる協力者を求めています（P:漫画/PJ:漫画家）。 |